# Bursellia setifera
Bursellia setifera är en spindelart som först beskrevs av Denis 1962.  Bursellia setifera ingår i släktet Bursellia och familjen täckvävarspindlar. Inga underarter finns listade.